# Altes Schuamta
Koordinaten: 41° 54′ 38,2″ N, 45° 24′ 21,6″ O

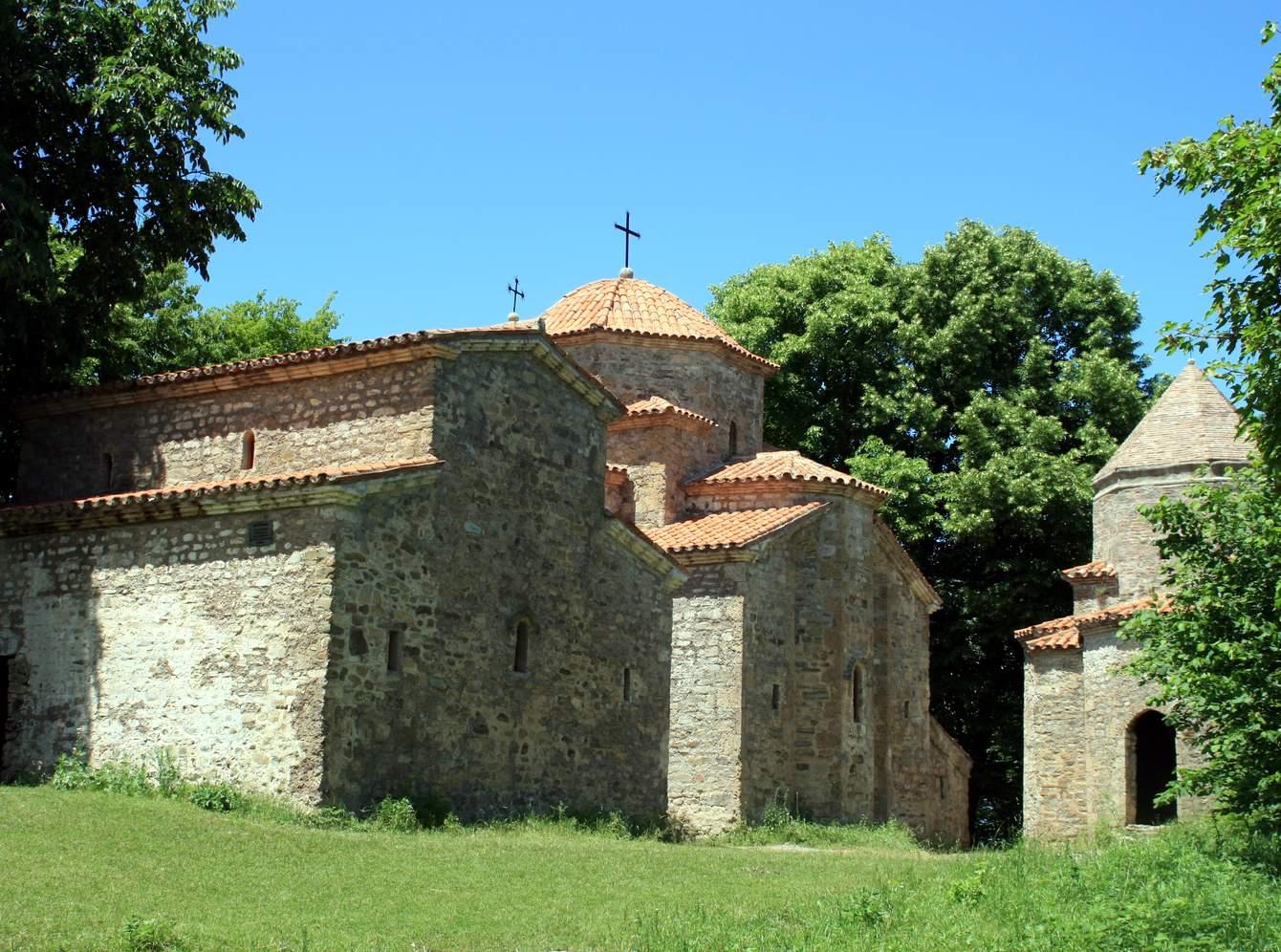
Die drei Gebäude des Alten Schuamta-Klosters

Das Alte Schuamta (georgisch ძველი შუამთა; d͡zvɛlɪ ʃʊɑmtʰɑ) ist ein georgisches orthodoxes Kloster in der Region Kachetien, in der Telawis Munizipaliteti. Es liegt auf einem bewaldeten Bergsporn in etwa 1015 m über Meeresspiegelhöhe.  und befindet sich etwa  fünf Kilometer westlich der Stadt Telawi. Zum Klosterkomplex führt eine Straße, die am westlichen Stadtrand von Telawi endet.
Schuamta bedeutet zwischen den Bergen gelegen – was sich eindeutig auf die abgeschiedene, doch malerische Lage des einstigen Nonnenklosters inmitten der Gombori-Laubwälder bezieht.
Der Klosterkomplex enthält eine Basilika aus dem 5. Jahrhundert und zwei Kirchen mit Kuppeln, beide aus dem 7. Jahrhundert. Die größere Kirche mit Kuppel ähnelt hinsichtlich Typ und Architektur dem georgischen Kloster Dschwari. Alle Kirchen des Klosters sind aus behauenem Stein erbaut. Im 16. Jahrhundert verödete das Alte Schuamta-Kloster. Die Frau des Königs Lewan II. Tinatin gründete ein neues Kloster unter dem Namen Neues Schuamta. Die Hauptkirche des Neuen Klosters wurde aus Ziegelstein errichtet. Die Wände sind mit Freskomalerei geschmückt. Die Gebäude des Klosters wurden von Erekle II. repariert. 2008 wurde auch das Alte Schuamta-Kloster repariert.